# Rand (Lincolnshire)
Rand – wieś w Anglii, w hrabstwie Lincolnshire, w dystrykcie West Lindsey. Leży 15 km na północny wschód od Lincoln i 199 km na północ od Londynu.